# Camphen
Camphen (Betonung auf der Endsilbe: Camphen) ist ein weißer, wachsartiger Feststoff. Es ist ein bicyclischer Monoterpen-Kohlenwasserstoff, die Summenformel lautet C10H16. Es kommt als Racemat der zwei Enantiomere, D- und L-Camphen, vor.

## Herstellung
(−)-Camphen kann durch Umlagerung des Bornyl-Kations gebildet werden, das durch Protonierung und Wasserabspaltung von (−)-Borneol entsteht.

## Eigenschaften

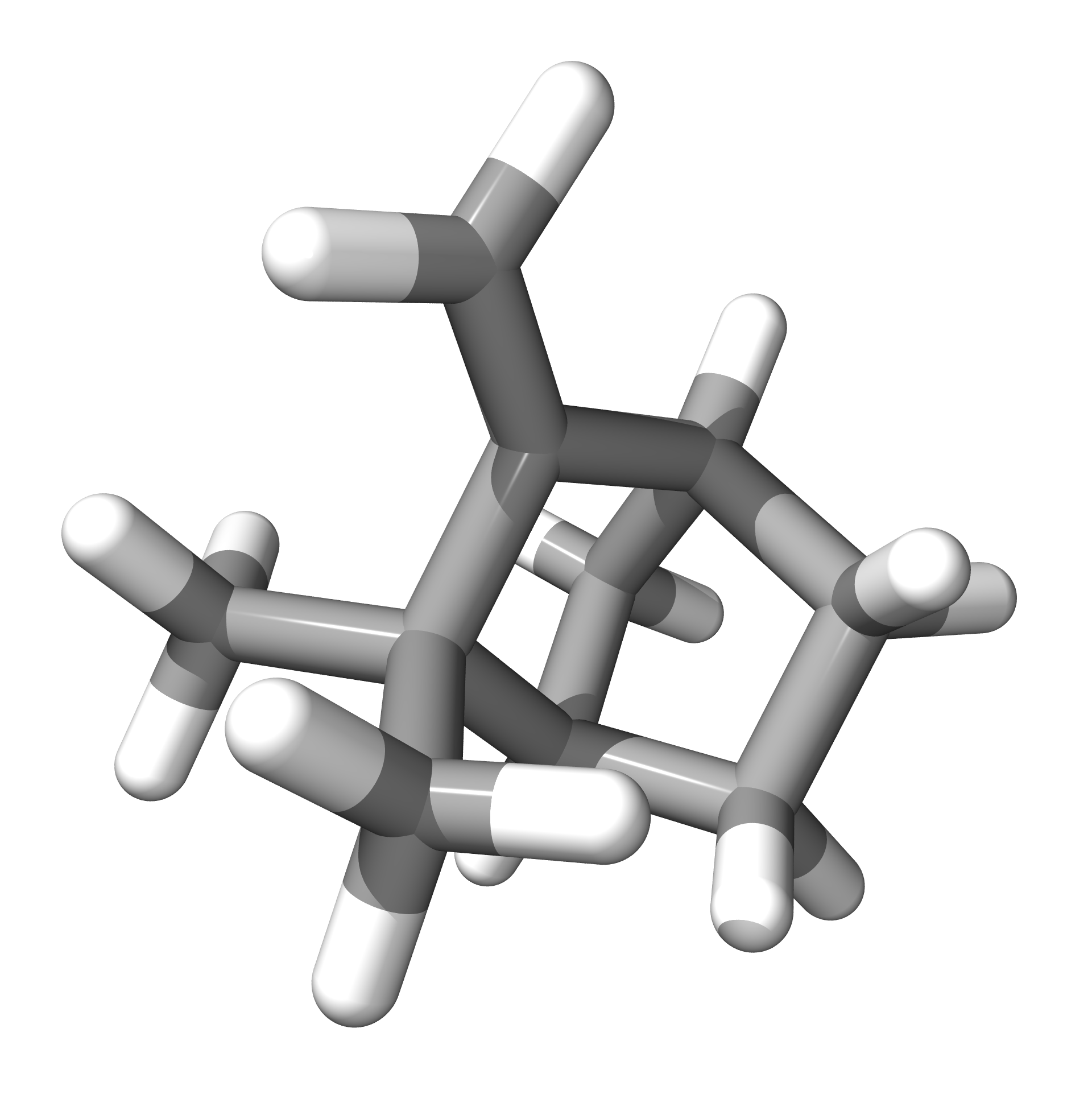
Stäbchenmodell von (+)-Camphen

In Wasser ist Camphen nahezu unlöslich, in Cyclohexan, Alkohol und Chloroform ist es gut löslich. Der Flammpunkt des Racemats liegt bei 39 °C.

## Vorkommen
Camphen kommt in zahlreichen Pflanzen wie Ingwer (Zingiber officinale), Rosmarin (Rosmarinus officinalis), Rosskastanie (Aesculus hippocastanum), Salbei (Salvia officinalis), Pfeffer (Piper nigrum), Wacholder, Ptychopetalum olacoides, Ysop (Hyssopus officinalis), Mutterkraut (Tanacetum parthenium), Kiefer- und Tannennarten (wie Waldkiefer (Pinus sylvestris), Pinus kesiya, Pinus roxburghii , Abies sachalinensis), Eukalyptus-Arten, Petersilie (Petroselinum crispum), Koriander (Coriandrum sativum), Lorbeer ( Laurus nobilis), Baldrian (Valeriana officinalis), Minzen (wie Grüne Minze (Mentha spicata), Polei-Minze (Mentha pulegium), Wasserminze (Mentha aquatica)), Thymian (Thymus vulgaris), Oregano (Origanum vulgare), Muskatnuss (Myristica fragrans), oder Winter-Bohnenkraut (Satureja montana) und dort insbesondere in den ätherischen Ölen vor.

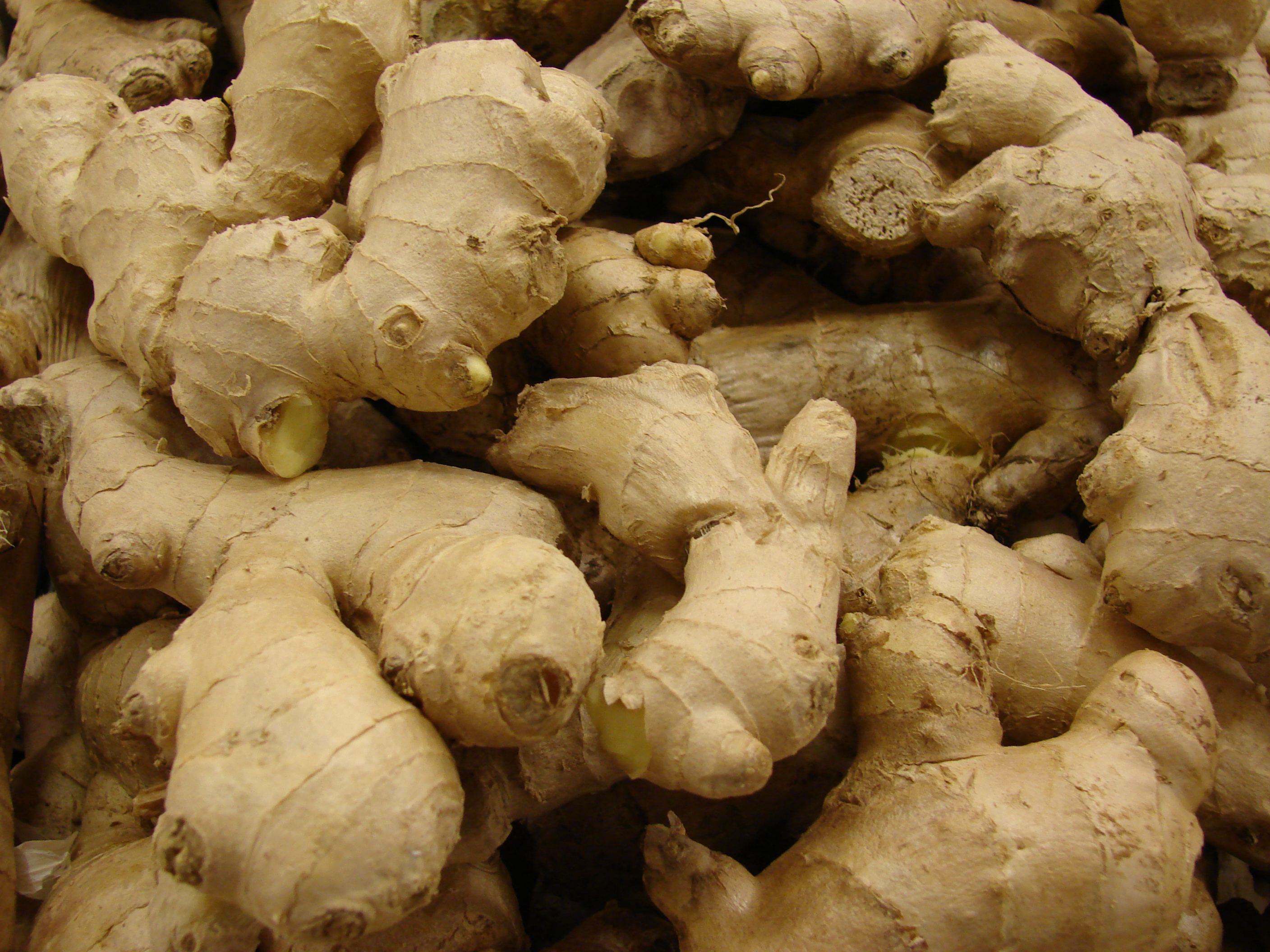
Ingwer
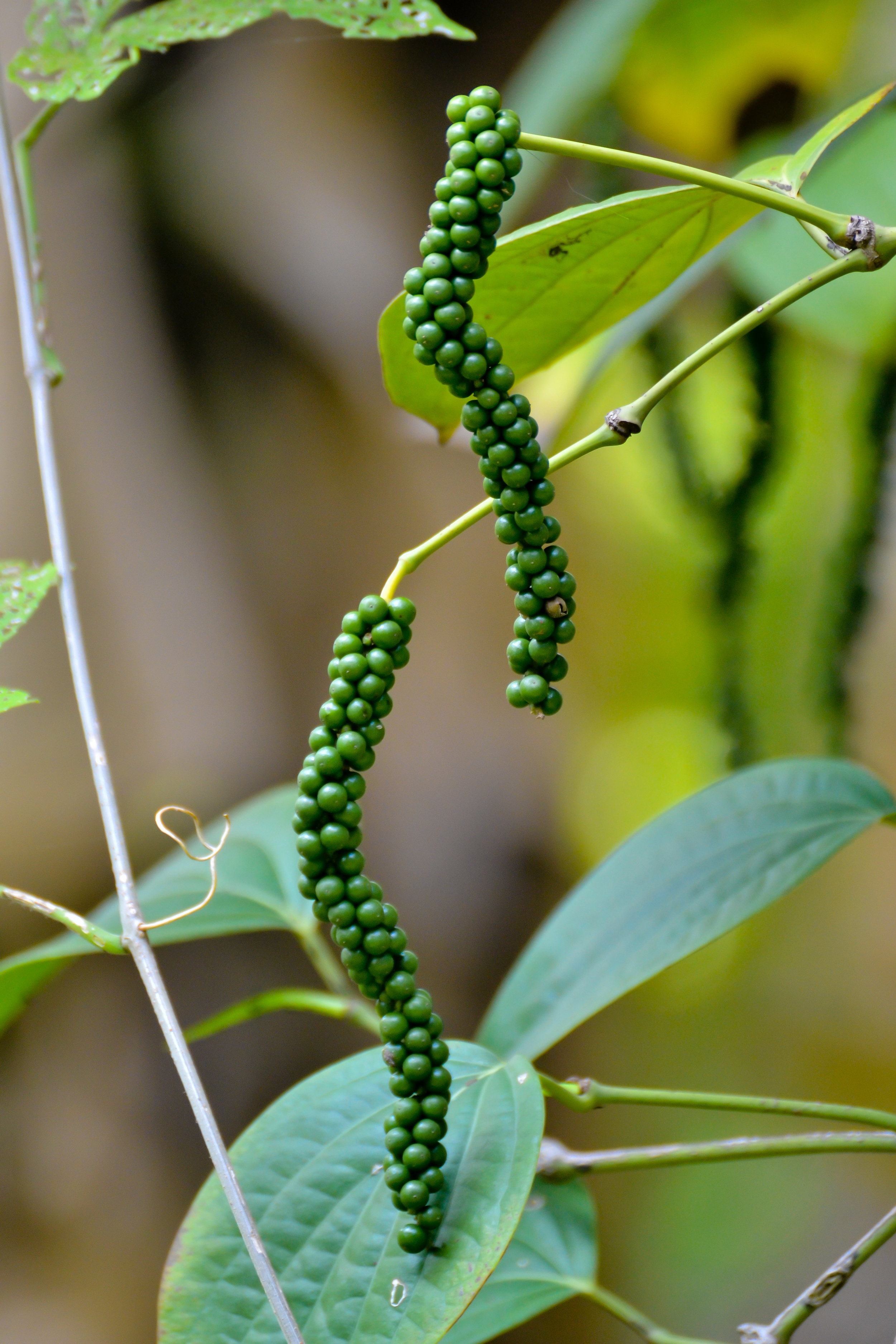
Pfeffer
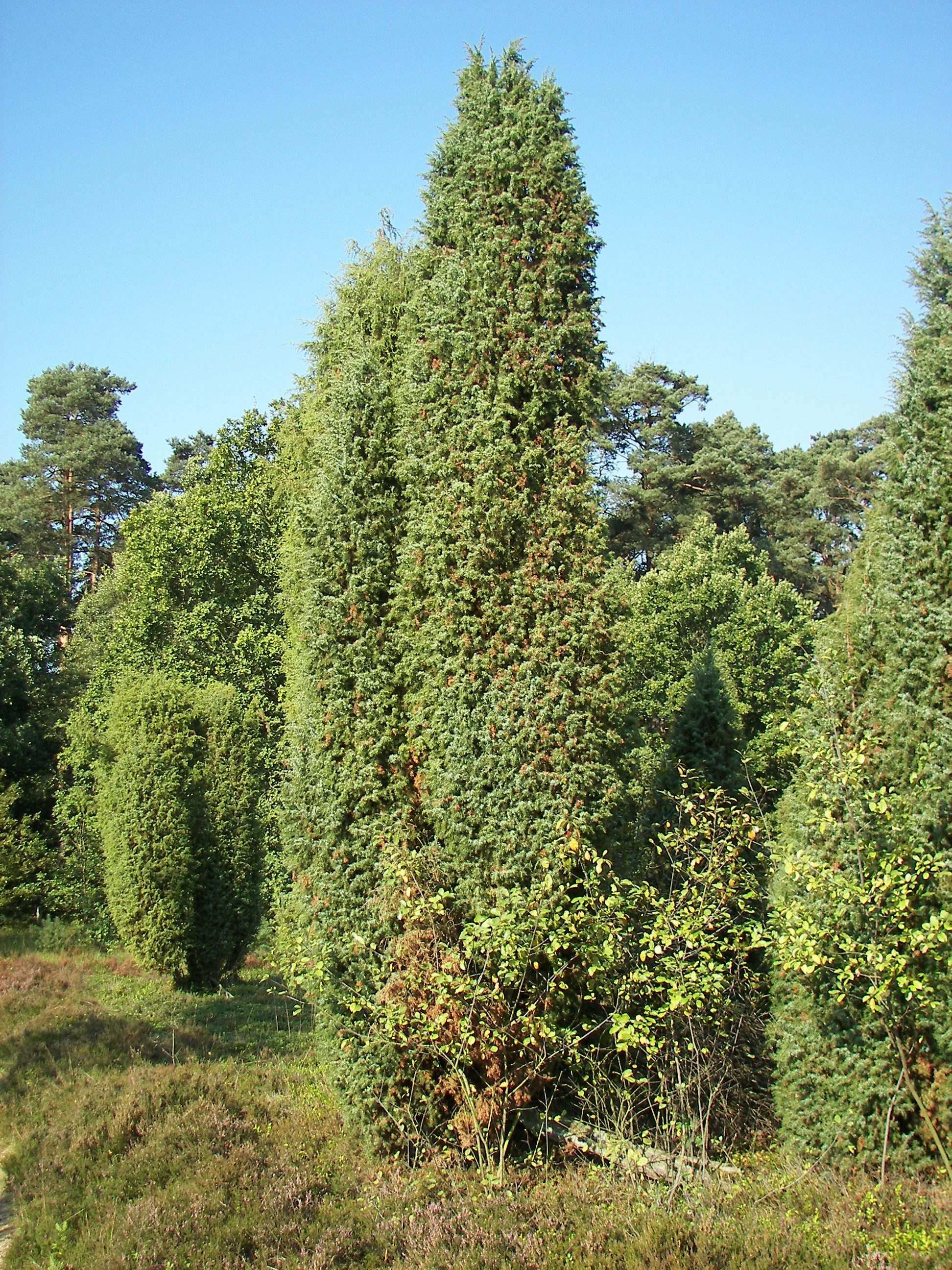
Wacholder
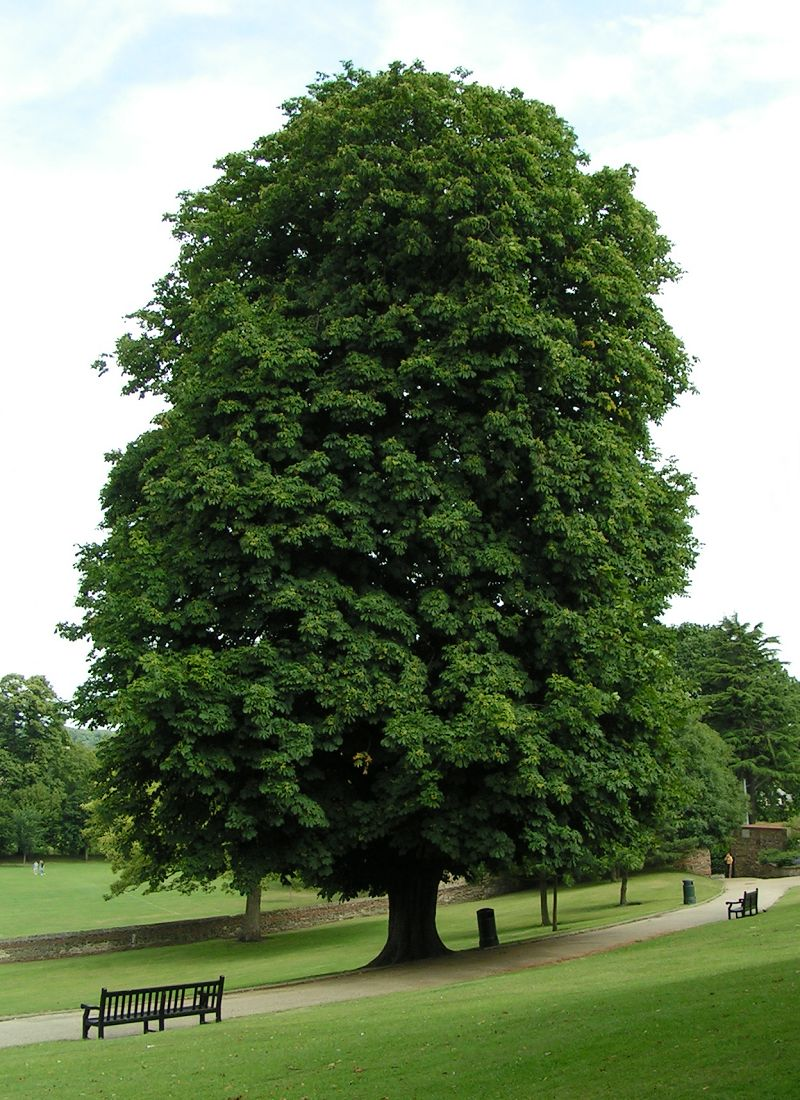
Rosskastanie
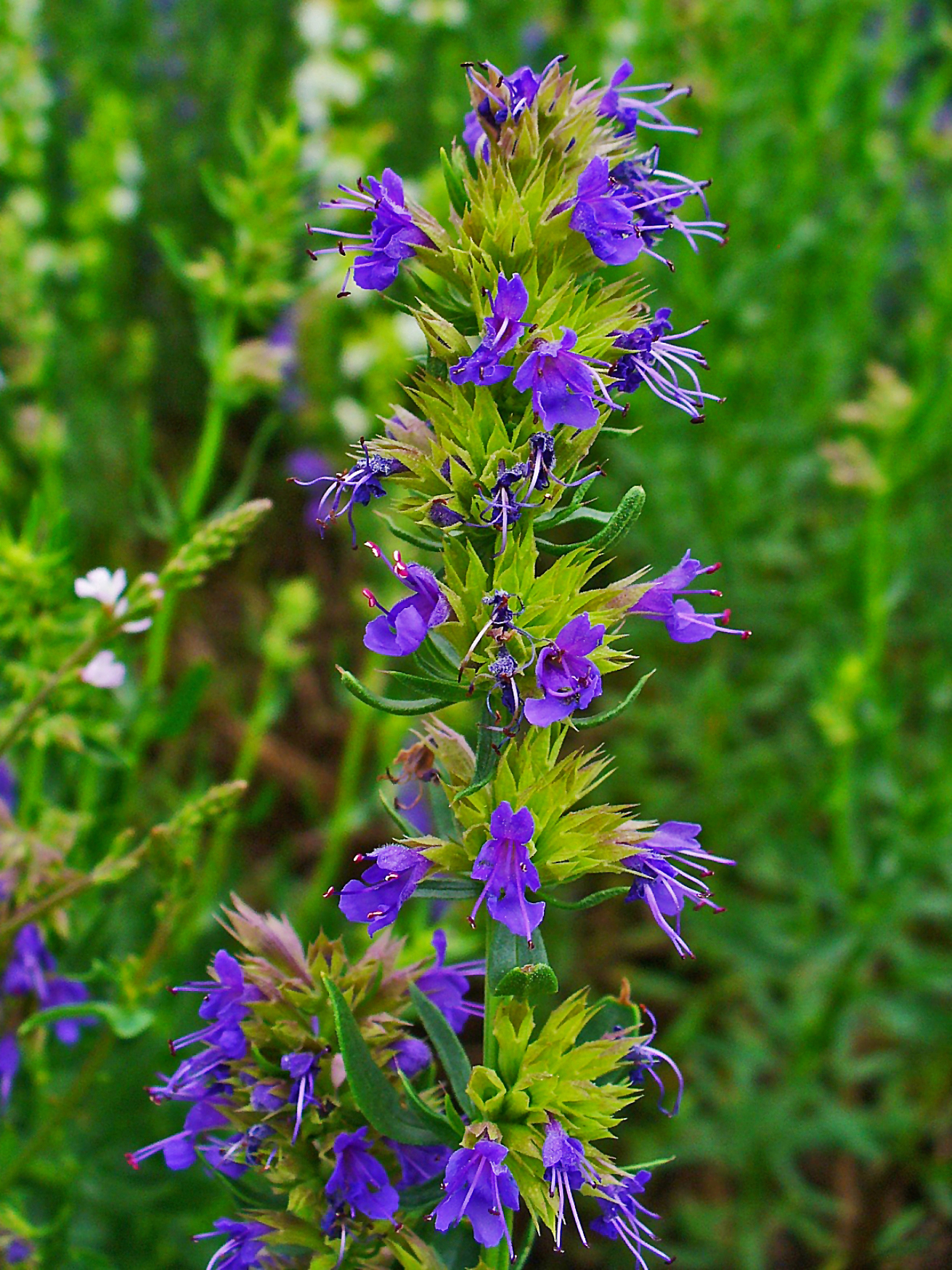
Ysop

## Verwendung
Camphen ist Zwischenprodukt für die Synthese von Geschmacks- und Geruchsstoffen. Außerdem wird es zur Herstellung von Campher, Stroban und Toxaphen benötigt. 